# El Cordobés (Manuel Benítez Pérez)
Pour les articles homonymes, voir Manuel Pérez (homonymie), Pérez, Benitez et El Cordobés.
Manuel Benítez Pérez dit « El Cordobés » (« le cordouan »), né le 4 mai 1936 à Palma del Río (Espagne, province de Cordoue) est un matador espagnol parmi les plus célèbres du XXe siècle.
Un autre El Cordobés (Manuel Díaz González) affirme être le fils naturel de Manuel Benítez Pérez mais ce dernier ne l'a jamais reconnu.

## Présentation

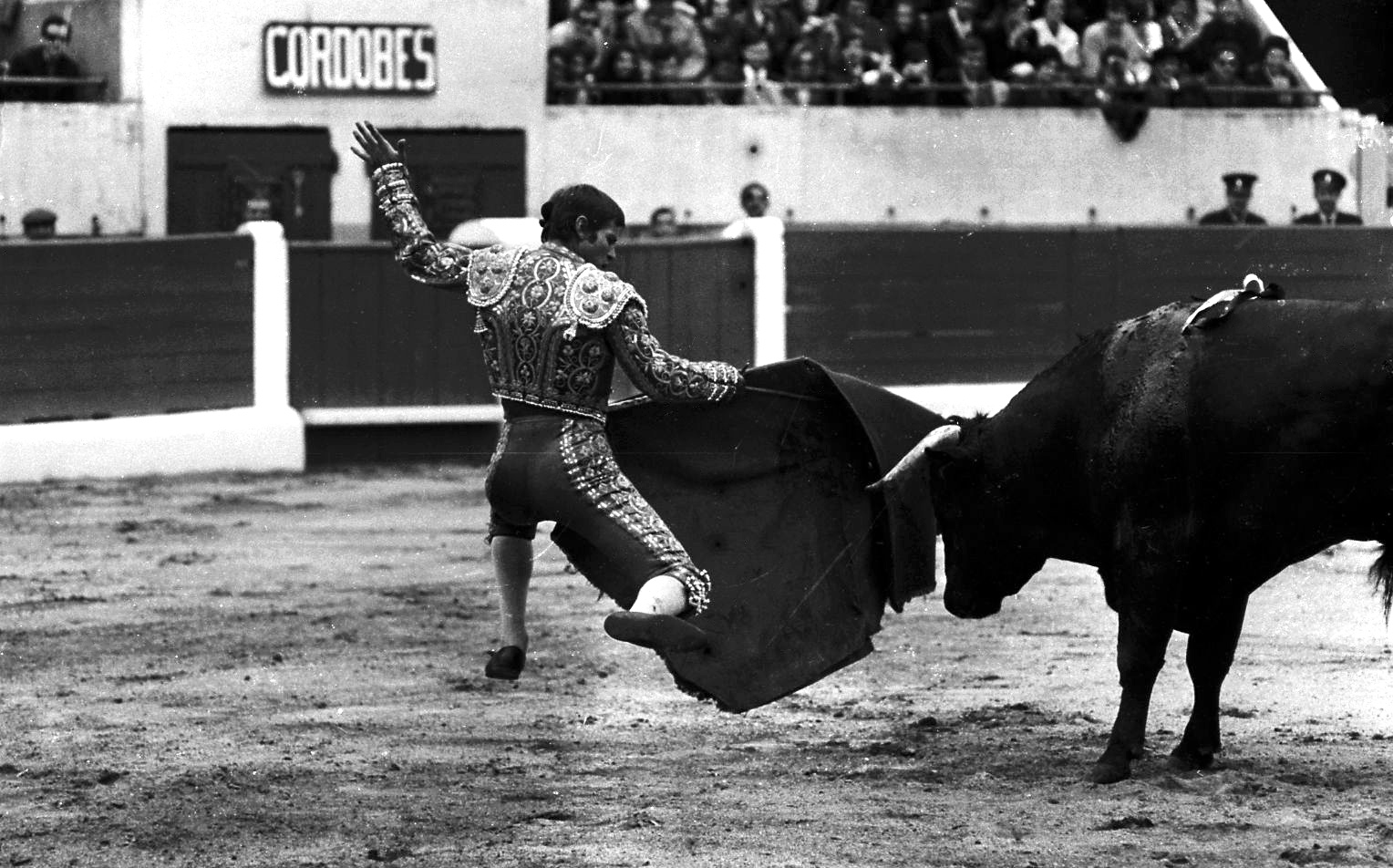
El Cordobés en 1968 aux Arènes du Soleil d'Or.

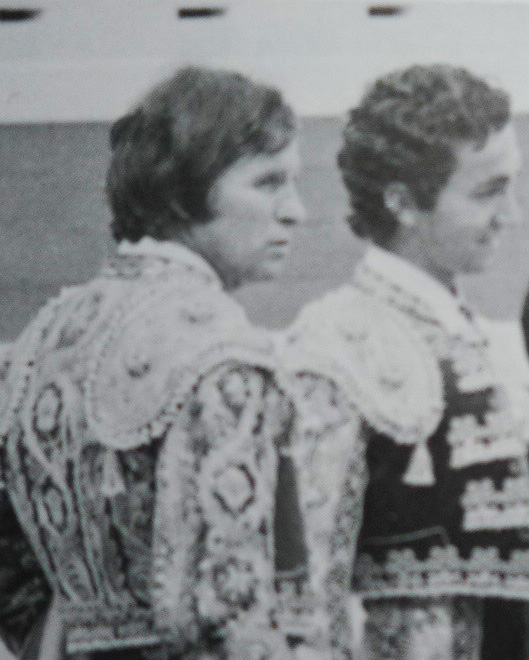
El Cordobés (à gauche) en 1980 le jour de l'alternative de Richard Milian dont il est le témoin

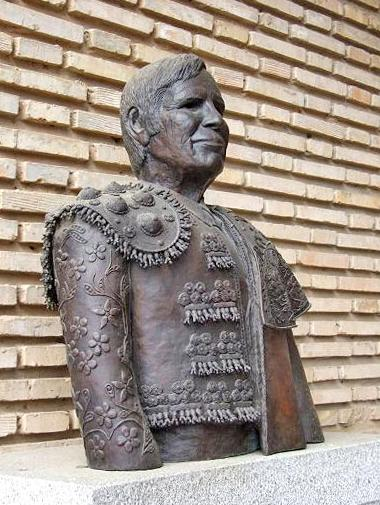
Statue de « El Cordobés », Calife de la tauromachie.

C'est un des espontáneos les plus célèbres. Le 28 avril 1957, il saute en piste, fait quelques passes et se fait rapidement rattraper par la police. Cet exploit reste dans les mémoires, bien que la véritable carrière du maestro n'ait commencé qu'en 1963 à Cordoue.
Manuel Benítez, d’origine très modeste, fils d’un ouvrier républicain mort en prison à la suite de la Guerre d’Espagne, est sans doute l’un des plus grands mythes des années 1960 et l’un des premiers matadors connus internationalement. Dans un guide à l’usage de ses lecteurs voyageant en Europe, le magazine américain Life donnait le conseil suivant à propos de la corrida : « Si sur l’affiche est écrit “El Cordobés”, ne la ratez surtout pas ; dans le cas contraire, ne perdez pas votre temps à ce spectacle sans intérêt ».
Son style particulièrement hétérodoxe et spectaculaire soulevait l’enthousiasme sur le gradins. Il déclara lui-même un jour : « Je ne torée pas, je fais des trucs avec le taureau ». Parmi les « trucs », un jour à Jaén, il monta à cheval sur le dos du taureau. Parfois, il « boxait » le taureau. « Truc » le plus fréquent : « El salto de la rana » (« le saut de la grenouille »). Il se mettait à genoux devant le taureau, lui présentant sa muleta par un côté, puis il sautait en l’air, se retournait pendant son saut, et présentait alors la muleta de l’autre côté. Ce style lui attirait les foudres des aficionados plus soucieux de classicisme, qui pourtant n’étaient pas les derniers à acheter leur billet. L’un d’eux lui cria un jour en cours de faena, faisant allusion au titre d’un film qu’il avait tourné peu avant, Aprendiendo a morir, « Manolo, au lieu d’apprendre à mourir, tu ferais mieux d’apprendre à toréer ! »
Il est premier de l’escalafón en 1965, 1967, 1970 et 1971, année où il se retire du toreo. Il redescend dans l’arène en 1979, jusqu’en septembre 1981. Lors de sa dernière corrida à Albacete, le dernier toro dédié à El Cordobes tue un spectateur sauté en piste. Le matador sera vivement critiqué pour son manque de réaction. Il reparaît pour deux corridas en 2000 et se retire définitivement.
En 2002, le Conseil municipal de Cordoue l’a proclamé « Cinquième Calife de Cordoue ». Il vient rejoindre ainsi d’autres matadors cordouans célèbres : Rafael Molina « Lagartijo », Rafael Guerra « Guerrita », Rafael González « Machaquito » et Manuel Rodríguez « Manolete ».
En 2014, il reçoit la médaille d'or du mérite des beaux-arts, décernée par le ministère de l'Éducation, de la Culture et des Sports.
Sa vie a été racontée par Dominique Lapierre et Larry Collins dans leur ouvrage … Ou tu porteras mon deuil. En 1963, il entame une tournée qui sera suivie par les reporters de l'émission française Les Coulisses de l'exploit. En 1966, la chanteuse Dalida consacrera un hymne à sa gloire, composé par Gérard Bourgeois et Jean-Max Rivière et intitulé Manuel Benitez El Cordobès.
Les arènes de Palavas-les-Flots (Hérault) portent son nom.
Il est cité en 2017 dans l'affaire des Paradise Papers (évasion fiscale).

### Carrière
- Débuts en novillada sans picadors : 15 août 1959 à Talavera de la Reina (Espagne, province de Tolède).
- Débuts en novillada avec picadors : 27 août 1960 à Palma del Río, face à des taureaux de Juan Pedro Domecq. Il coupe quatre oreilles et une queue.
- Alternative : à Cordoue le 25 mai 1963. Parrain, Antonio Bienvenida.
- Premier de l’escalafón en 1965, 1967, 1970 et 1971.